# Colletes reginae
Colletes reginae är en biart som beskrevs av Cockerell 1946. Colletes reginae ingår i släktet sidenbin, och familjen korttungebin. Inga underarter finns listade i Catalogue of Life.